# Pycnogonum plumipes
Pycnogonum plumipes is een zeespin uit de familie Pycnogonidae. De soort behoort tot het geslacht Pycnogonum. Pycnogonum plumipes werd in 1960 voor het eerst wetenschappelijk beschreven door Stock. 